# محمد صالح الفرفور
محمد صالح الفرفور (1318هـ، 1407هـ - 1901م، 1986م) محمّد صالح بن عبد الله بن محمّد صالح الحسني الدّمشقي الحنفي، ولد في دمشق، هو فقيه، وأديب، وشاعر، ومربٍّ، ويعتبر أحد رواد النهضة العلمية بدمشق في العصر الحديث.

الشيخ محمد صالح الفرفور مع شيخ الأزهر محمد الفحَّام عام 1969

الشيخ محمد صالح الفرفور في شبابه

## مؤلفاته
- المحدّث الأكبر الشيخ بدر الدين الحسني كما عرفته.
- من مشكاة النبوة - شرح الأربعين النووية.[6]
- من نفحات الخلود.
- من رشحات الخلود.
- من نسمات الخلود.
- النسائيات من الحديث النبوي.
- رسالة في العقيدة الإسلامية.
- الدر المنثور على الضياء الموفور.
- الزاهر في الحديث العاطر عن الوالد الفاخر.[7]